# Palais de la Chambre de commerce et des métiers de Prague
 (avril 2025).
Le Palais de la Chambre de Commerce et des Métiers de Prague est un palais néo-Renaissance situé à l'angle de la rue U Obecního domu et de la place de la République dans la Nouvelle Ville de Prague. Il a été édifié comme siège de la Chambre de commerce et d'industrie de Prague, une institution économique importante de l'époque. Après 1989, le bâtiment a été transformé en hôtel de luxe.

## Histoire

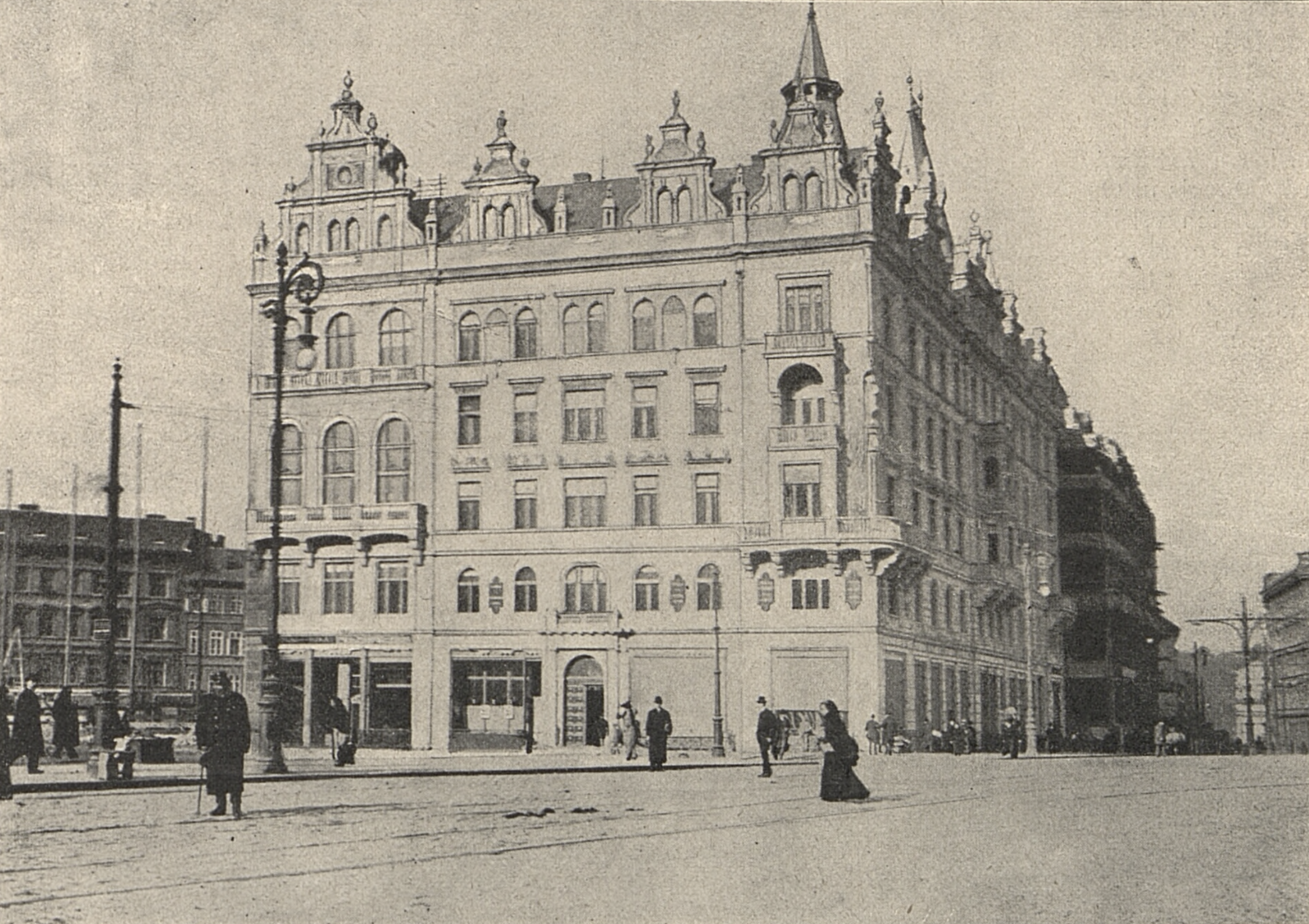
Le bâtiment peu après son achèvement (magazine Svetozor, 1904)

La construction a été commandée vers 1900 par la direction de la Chambre de commerce et des métiers de Prague. L'architecte Antonín Turek a conçu un grand bâtiment historiciste de quatre étages. L'exploitation du bâtiment a commencé en 1904. Le bâtiment a abrité le siège de la chambre, probablement jusqu'à sa dissolution en 1948.
En 2009, le bâtiment a été transformé en hôtel cinq étoiles King's Court dans le cadre d'une vaste rénovation.

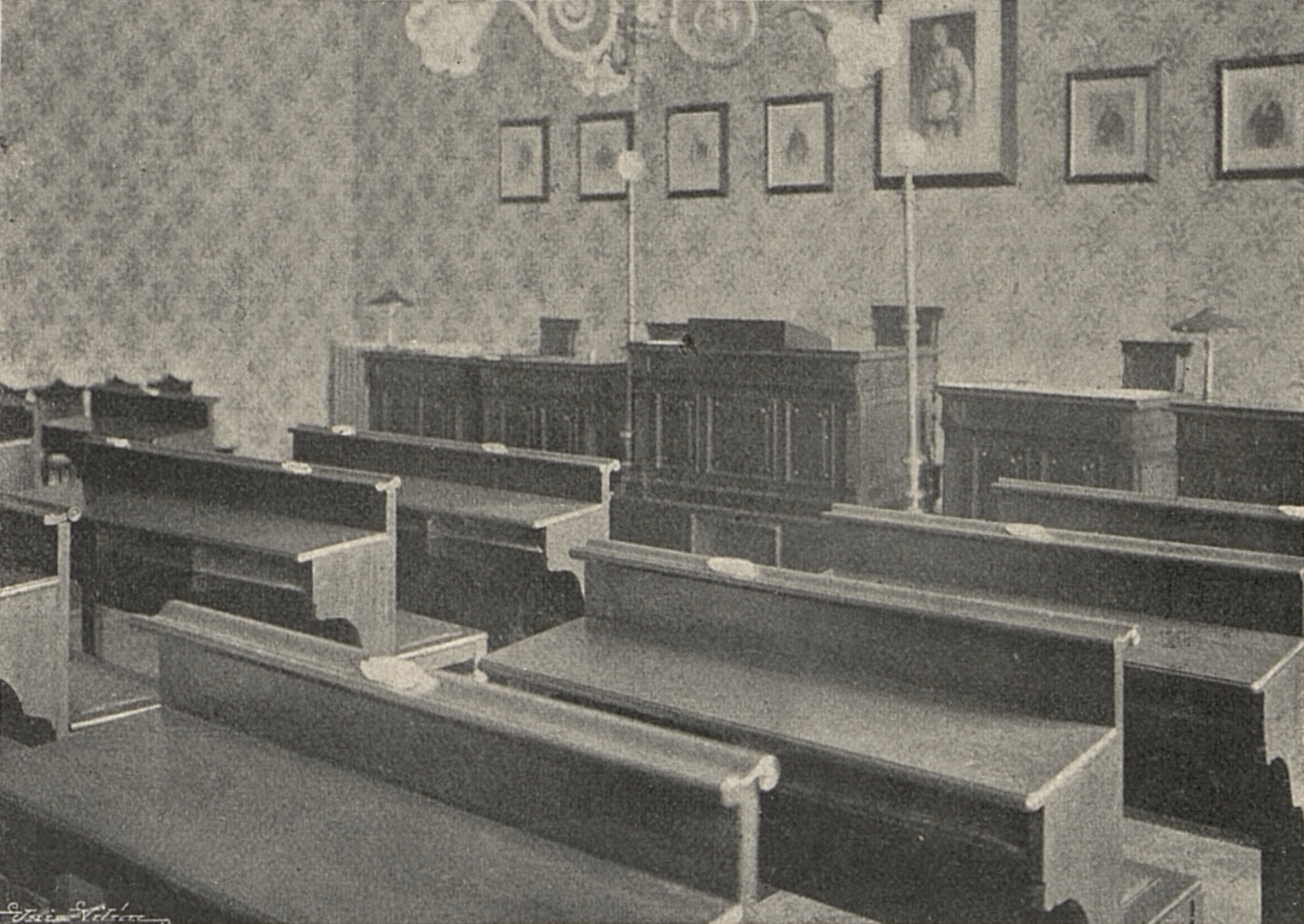
Salle de conférence (Svetozor, 1904)

## Liens
- Site officiel

### Littérature
- Le nouveau bâtiment de bureaux de la Chambre de commerce et d'industrie de Prague. Prague : publié par la Chambre de Commerce et d'Industrie, 1904.
- Světozor : une chronique mondiale contemporaine en mots et en images : un magazine de divertissement et d'éducation. Prague : J. Otto, 02.12.1904, 5 (8), p. 196. En ligne